# Вера Мишчевић
Вера Мишчевић (Белегиш, код Старе Пазове, 7. април 1925 — Звечка, код Обреновца, 10. октобар 1944) била је учесница Народноослободилачке борбе и народни херој Југославије.

## Биографија
Потицала је из земљорадничке породице. Њени родитељи отац Шпира и мајка Душица имали су четворо деце – три ћерке Даницу, Јованку–Јоку и Веру и сина Милорада. Због слабог материјалног стања, својој деци нису могли да приуште школовање, па су се сви после завршене основне школе бавили земљорадњом и кућним пословима.
У току лета 1941. године у Белегишу почињу да се стварају прве антифашистичке организације, а у близини села је био формиран и Подунавски партизански одред. Вера је заједно са својом другарицом Љубом Радиновић ишла на омладинске састанке где је добила прва сазнања о Савезу комунистичке омладине Југославије (СКОЈ), Комунистичкој партији Југославије (КПЈ) и борби против окупатора. У току зиме 1941/1942. године, због тешких услова партизанског ратовања на равничарском терену, у поједина села су упућивани борци из Одреда, да би тамо политички радили. У Белегиш је тада дошло неколико бораца, који су били из овог села. Њихов долазак веома је позитивно утицао на укључивање омладине у Народноослободилачки покрет (НОП). Вера се тада прикључила илегалцима и почела да за њих обавља курирске послове. Поред овога учествовала је и у неколико акција сечења телефонских жица између Белегиша и Старих Бановаца.
Због своје активности, почетком 1942. године примљена је у чланство месне организације СКОЈ-а у Белегишу. Тада се код ње јавила јака жеља да напусти село и прикључи се партизанима. Другови су је одговарали од тога јер је била млада и потребна месној организацији, као веома сналажљива у обављању курирских послова. Да би друговима доказала да је способна да иде у партизане, децембра 1942. године је самоиницијативно уз помоћ брата Милорада и комшије Саве Радаковића извела акцију разоружавања једног фолксдојчера, који је живео у селу. Иако је тада заробила пушку нису јој дозволили да оде у партизане.
Фебруара 1943. године са једном групом омладинаца је отишла у Сурдук, са жељом да је приме у партизански одред, али је већина њих била враћена јер није било оружја за све. Нова прилика за Верин одлазак у партизане јавила се убрзо – у априлу исте године у источној Босни биле су формиране две војвођанске бригаде, а у Срему је отпочело прикупљање бораца за формирање треће бригаде. Тада је одлучено да се прими већи број омладинаца, а посебно девојака које би биле упућене на курсеве прве помоћи. Вера је преко Батајнице и Угриноваца стигла у Пећинце, где је ступила у Трећи ударни батаљон, са којим је потом у околини Лежимира учествовала на порослави Првог маја. Убрзо потом била је упућена у Прхово, где је заједно са још 40 девојака похађала болнички курс. Ова одлука, да буде болничарка Веру није много обрадовала јер је она желела да буде борац.
После завршеног болничког курса била је упућена у Босутску партизанску чету, која је јуна 1943. године била укључена у састав Трећег батаљона тада формиране Треће војвођанске ударне бригаде. Убрзо по доласку у чету, Вера је веома упорно завела хигијенске мере међу борцима и својом упорношћу приморала их да озбиљније воде личну хигијену. Посебно је остала упамћена по великој бризи о рањеницима. Пружала им је помоћ и у најтежим ситуацијама, не бринући много за своју безбедност. Због веома пожртвованог односа према рањеним и болесним борцима Вера је у првој половини 1943. године била примљена у чланство Комунистичке партије Југославије (КПЈ).
Вера се, иако болничарка, више пута истицала храброшћу у борбама, вођеним у Срему и источној Босни, где је њена бригада прешла у септембру 1943. године. Учествовала је у нападу на Бијељину и Брчко, крајем 1943. године. Почетком марта 1944. године, код Челића, када су борци њеног батаљона, под притиском непријатеља поколебали и почели повлачити, она је позвала другове на јуриш и у том противнападу је непријатељ одбијен. У борби код Власенице, њен батаљон је био нападнут са две стране, од немачких тенкова и артиљерије. Пошто су се борци повукли, на брисаном простору је остао један рањени партизан и док су се остали борци колебали ко ће се вратити по рањеног друга, Вера је истрчала из заклона и спасила рањеника. У борби код Бунарице, на путу Зворник-Тузла, када је њен батаљон водио тешку борбу, против јаких немачких снага, број рањених бораца се стално повећавао, а до њих се тешко могло доћи, због јаке непријатељске митраљеске ватре. Вера је тада пузећи по земљи, уз јаку партизанску паљбу, спасила четрнаест рањених бораца и два пушкомитраљеза.
У току лета 1944. године Вера је била упућена на виши болнички курс у Шековићима, а после завршетка овог курса Вера је добила нову енглеску униформу и санитетску торбу и постављена за референта санитета Трећег батаљона. У другој половини 1944. Трећа војвођанска бригада водила је изузетно тешке борбе са јединицама немачке Седме и Тринаесте СС дивизије, а у августу 1944. године је учествовала у Дурмиторској операцији. Почетком септембра, у рејону Вишеграда, бригаде се пребацила преко Дрине и прешла у Србију. У саставу Дванаестог војвођанског корпуса Трећа бригада је учествовала у ослобођењу западне Србије и кретала се ка Београду.
У почетној фази Београдске операције, током борби за ослобођење Обреновца, у ноћи 10/11. октобра 1944. године, Други и Трећи батаљон Треће војвођанске бригаде су на путу Шабац-Обреновац, код села Звечка, водили тешке борбе. Пошто је непријатељ послао тенкове, баш у правцу дејствовања Трећег батаљона, батаљон се морао повући. Приликом повлачења, Вера, је зачула запомагање двојице рањеника, који су били неизвучени и одлучила да се врати по њих. Приликом покушаја да им помогне и да их извуче, била је смртно погођена рафалом из једног тенка.
Привремено је била сахрањена у близини места погибије, а после ослобођења Срема, 1945. године њени посмртни остаци су пренети у родно место и сахрањени на сеоском гробљу. Такође, њено име је уписано и на Гробљу ослободилаца Београда 1944, на списку бораца из 36. војвођанске дивизије.
Указом председника Федеративне Народне Републике Југославије Јосипа Броза Тита, 27. новембра 1953. године, проглашена је за народног хероја.
Име Вере Мишчевић данас носи основна школа у њеном родном селу Белегишу, као и истурено одељење ове школе у суседном селу Сурдуку. Такође улице са њеним именом постоје у Белегишу, Новом Саду, Земуну, Инђији и Старој Пазови. Године 1974. у центру Белегиша, испред основне школе јој је подигнута спомен-биста, рад вајара Љубоја Чабаркапе. Њена биста, истог аутора налази се и у Меморијалном комплексу „Бошко Буха“ у селу Јабуци, код Пријепоља.

## Галерија
- Спомен-биста у Белегишу
- Спомен-биста у Белегишу
- Спомен-биста на Јабуци, код Пријепоља
- Спомен-бисте Вере Мишчевић и Мате Блажине у меморијалном комплексу „Бошко Буха“ у Јабуци код Пријепоља.
- Споменик палим борцима у Белегишу
- Гробно место на гробљу у Белегишу
- Орден народног хероја